# Hopperode

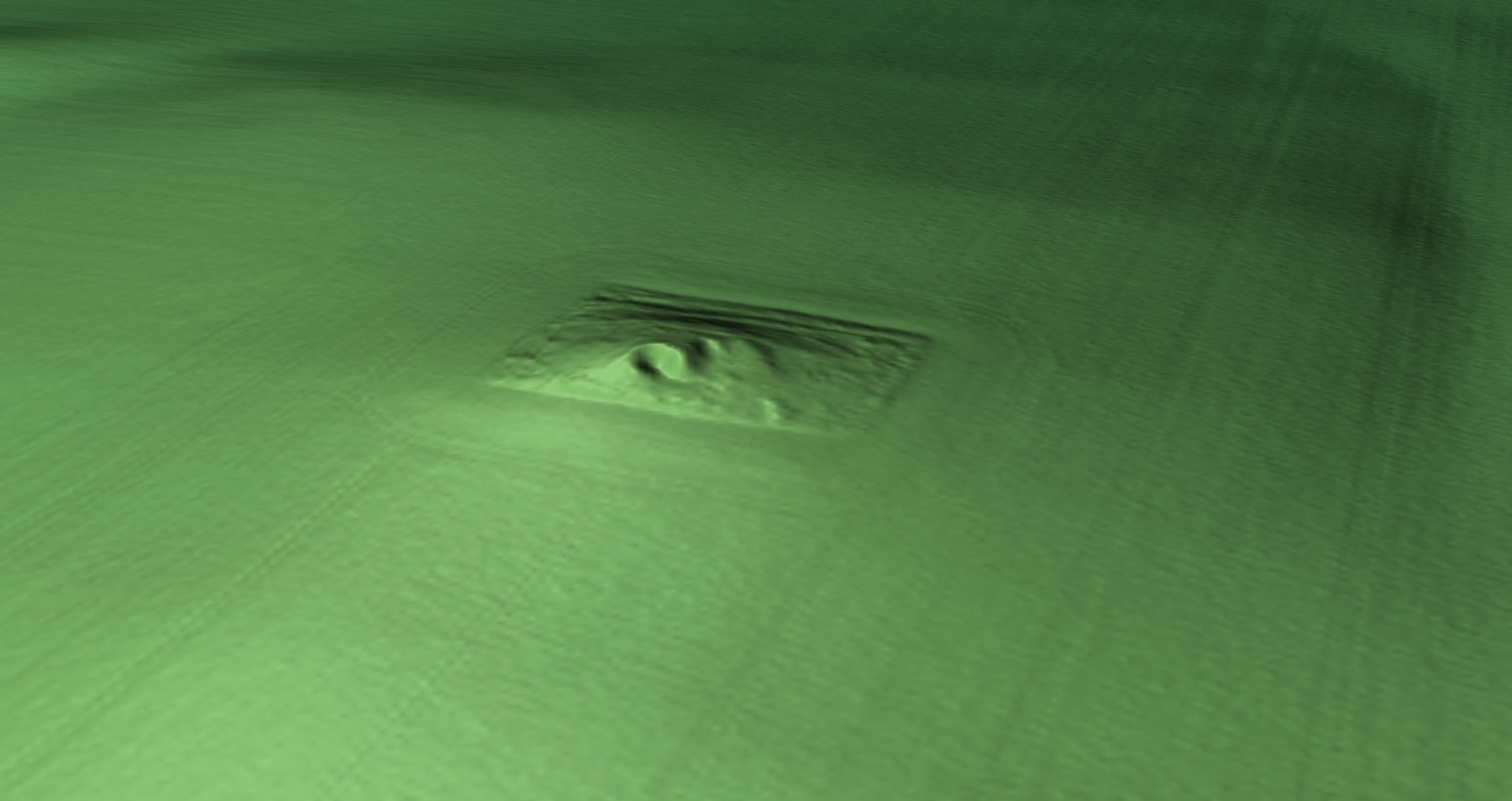
3D-Bild Digitales Geländemodell Hopperode

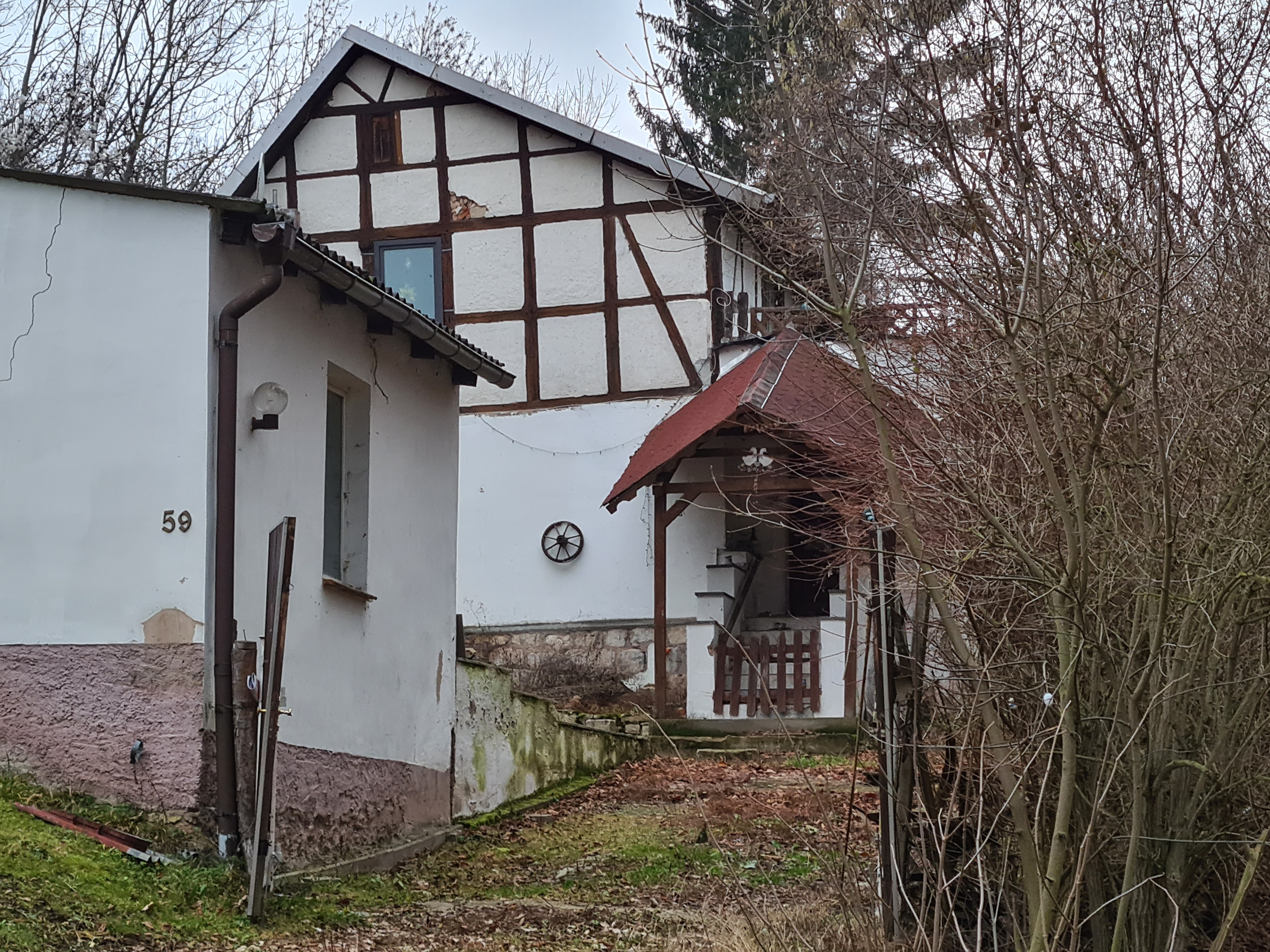
Das Fachwerkhaus wurde um 1900 in Hopperode abgerissen und als Doppelhaus am Ende des Dorfes Wernrode in der Waldstraße 59 und 59A „Am Japan“ wieder aufgebaut.

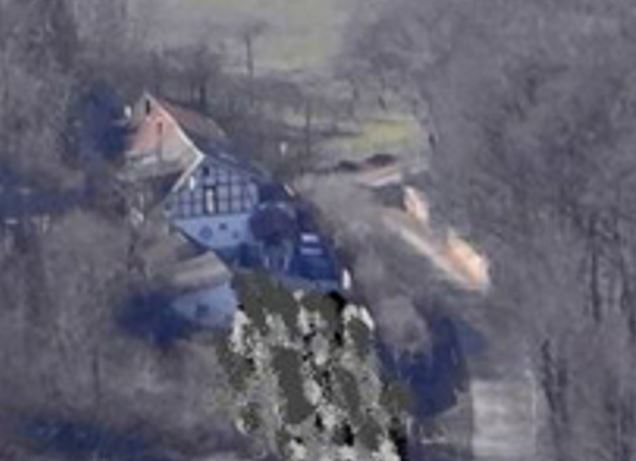
Doppelhaus am Ende des Dorfes Wernrode, Gutshaus von Hopperode

Hopperode ist eine Wüstung in der Gemarkung Wernrode und Kleinfurra am Rande der Hainleite unterhalb von Feuerkuppe und Sargberg im Gebiet der Landgemeinde Stadt Bleicherode im Landkreis Nordhausen.

## Geographische Lage
Alte Flurstücknamen von Wernrode und Kleinfurra lauten Hopperoder Garten, Hopperoder Wald, Hinter Hopperode und Unter Hopperode.
| Wolkramshausen | Kleinfurra                                  |           |
| Wernrode       | Kompassrose, die auf Nachbargemeinden zeigt | Großfurra |
| Straußberg     |                                             |           |

## Geschichte
Hopperode wurde, wie Wernrode und Hainrode, vermutlich im 9. Jahrhundert gegründet und Sitz eines Lehngutes mit Kapelle.
Erste urkundliche Erwähnungen finden sich laut ältestem Walkenrieder Urkundenbuch wie folgt:
- 1. Juni 1246 Hoborgerode[2][3]
- 21. August 1273 Hoburgerode[4][5]
- 27. Januar 1278  Hoborgerod[6][7]
- 1415 Heinrich Eberschwin aus Großfurra verkaufte Johansen von Fronrode, Vikar zu Jechaburg, Land zu Hopelingerode[8]

### Familie von Wurmb aus Großfurra ab 1440
- 1489 war Hopperode bereits eine Wüstung, als Lutze von  Wurmb aus Großfurra vom Kurfürst und Erzbischof Berthold von Mainz damit belehnt wurde. Lutze von Wurmb hat das Gut von seinem Schwiegervater Berthold von Werther, Burgmann zu Straußberg, erhalten, als er dessen Tochter Margaretha 1440 heiratete.
- 1506 gehörte die Kapelle zu „Hoppelingerode, Hoppelrode“ zur Jechaburg
- 1555 belehnte Kurfürst Daniel zu Mainz Hans von Wurmb aus Thamsbrück.
- 1573 belehnte Kurfürst dessen Sohn Daniel Lutze von Wurmb aus Wolkramshausen, Oberaufseher des Mansfelder Kreises.
- 1586 wurde Baltasar von Wurmb von Kurfürst Wolfgang mit dem Gut belehnt.
- 1632 ging die Domäne Kleinfurra in den Besitz der Familie von Wurmb. Die Felder von Hopperode wurde von Kleinfurra durch 6 Ackersleute bewirtschaftet.
- 1705 ging die Domäne Kleinfurra in den Besitz des Königs von Preußen.
- 1726 wurde auf der Wüstung ein Vorwerk errichtet. Es entstanden ein Wohnhaus, ein Arbeiterhaus, ein Stall und eine Scheune. Es soll noch einen Kirchturm mit Friedhof gegeben haben.
- 1730 fand eine Grenzbegehung durch Appellationsrat und Kreisamtmann Johann Christoph Zeumer statt, um sich über die strittigen Grenzen zu informieren. Er entschied, dass Hopperode zu Großfurra gehören soll.
- Karl Friedrich Ernst von Wurmb * 4. Juli 1769 in Hopperode; † 22. November 1828 in Sondershausen

### Familie von Bila aus Wernrode ab 1777
- 14. November 1777 verkaufte Friedrich Ernst von Wurmb Hopperode für 6000 Reichstaler an die Brüder Wilhelm August von Bila aus Wernrode und Georg Carl von Bila († 1799) aus Uthleben, die es schon längere Zeit gepachtet hatten.
- 1803 gehörte Hopperode zu Amt Lohra im Kurfürstentum Sachsen.
- 1807 stirbt Wilhelm August von Bila kinderlos. Dessen Neffen Friedrich Wilhelm, Anton Ernst und Ludwig Carl von Bila erben Hopperode.

- 1813 Hopperode Department Harz, Distrikt Nordhausen, Kanton Pustleben, luth. Vorwerk, Hausanzahl: 1, Volksmenge 15[9]
- 1837 Hopperode, Hausanzahl: 1, Volksmenge 3, Ställe 2
- 1840 Hauptmann Johann Friedrich von Biela, Hopperode wurde zum Ortsteil von Wernrode
- 1846 Hopperode, Hausanzahl: 1, Volksmenge 2[10]

### Familie von Klatte aus Wernrode ab 1855
- 21. Mai 1855 Kaufvertrag zum Rittergut Wernrode und des adeligen Gutes Hopperode zwischen Maximilian Eugen von Klatte Premierlieutenant a. D. und den Erben des Hauptmanns Johann Friedrich von Biela.[11]
- 1858 Hopperode, Hausanzahl: 1, Volksmenge 2[12]
- 1859 Hopperode, Hausanzahl: 1, Volksmenge 5[13]

Die nicht mehr benutzen Gutsgebäude verfielen allmählich. Nachdem im leerstehenden Wohnhaus immer wieder durchziehende Fremde übernachtet hatten, wurde das Fachwerkhaus um 1900 abgerissen und als Doppelhaus am Ende des Dorfes Wernrode in der Waldstraße 59 und 59A „Am Japan“ wieder aufgebaut.

## Lehnakten
- 1555–1696 Lehnsakte über Hopperode
- 1699–1735 Lehnsakte über Hopperode
- 1736–1737 Das Gut Hopperode
- 1743–1765 Das Gut Hopperode
- 1768–1783 Lehnsakte über Hopperode
- 1819–1826 Lehn über das Gut Hopperode („Hoppenroda“), ehedem kurmainzisches Lehn[15]

## Heutiger Zustand
Die Wüstung ist als Waldinsel frei zugänglich. Ein sogenannter Vorspannort hieß Tater Christian.

## Persönlichkeiten

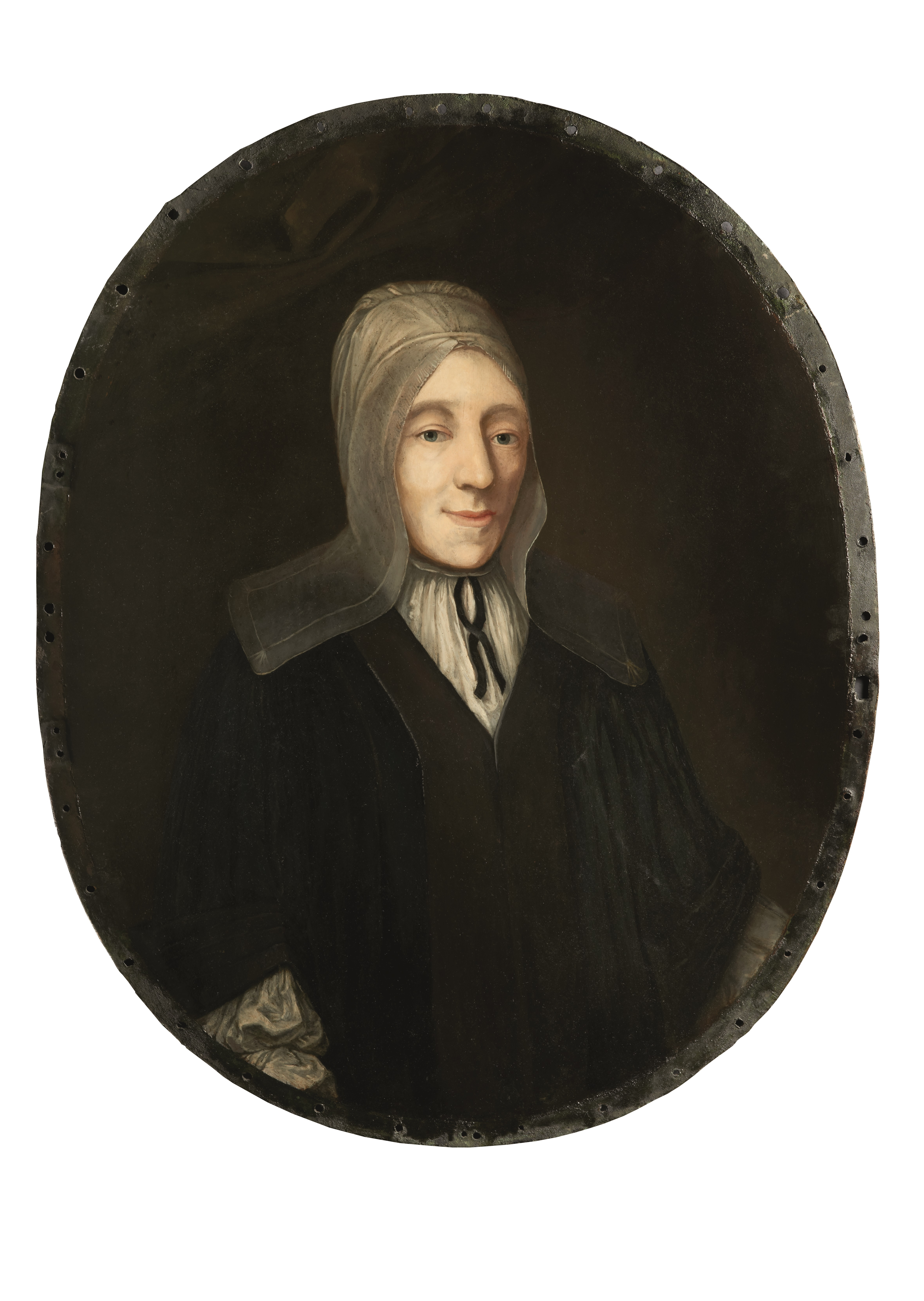
Anna Magdalena Francke, geb. von Wurmb (1670–1734)

- Anna Magdalena Francke, geb. von Wurmb (* 19. November 1670 in Hopperode; † 19. März 1734 in Halle (Saale)), Pietistin, Ehefrau von August Hermann Francke